# جيم كول
جيم كول (بالإنجليزية: Jim Cole)‏ (14 أغسطس 1925 في المملكة المتحدة - 1 يناير 1997) هو لاعب كرة قدم بريطاني (وحمل سابقاً جنسية المملكة المتحدة لبريطانيا العظمى وأيرلندا) في مركز الظهير. لعب مع بولتون واندررز ونادي تشستر سيتي.